# Стенешть (Вилча)

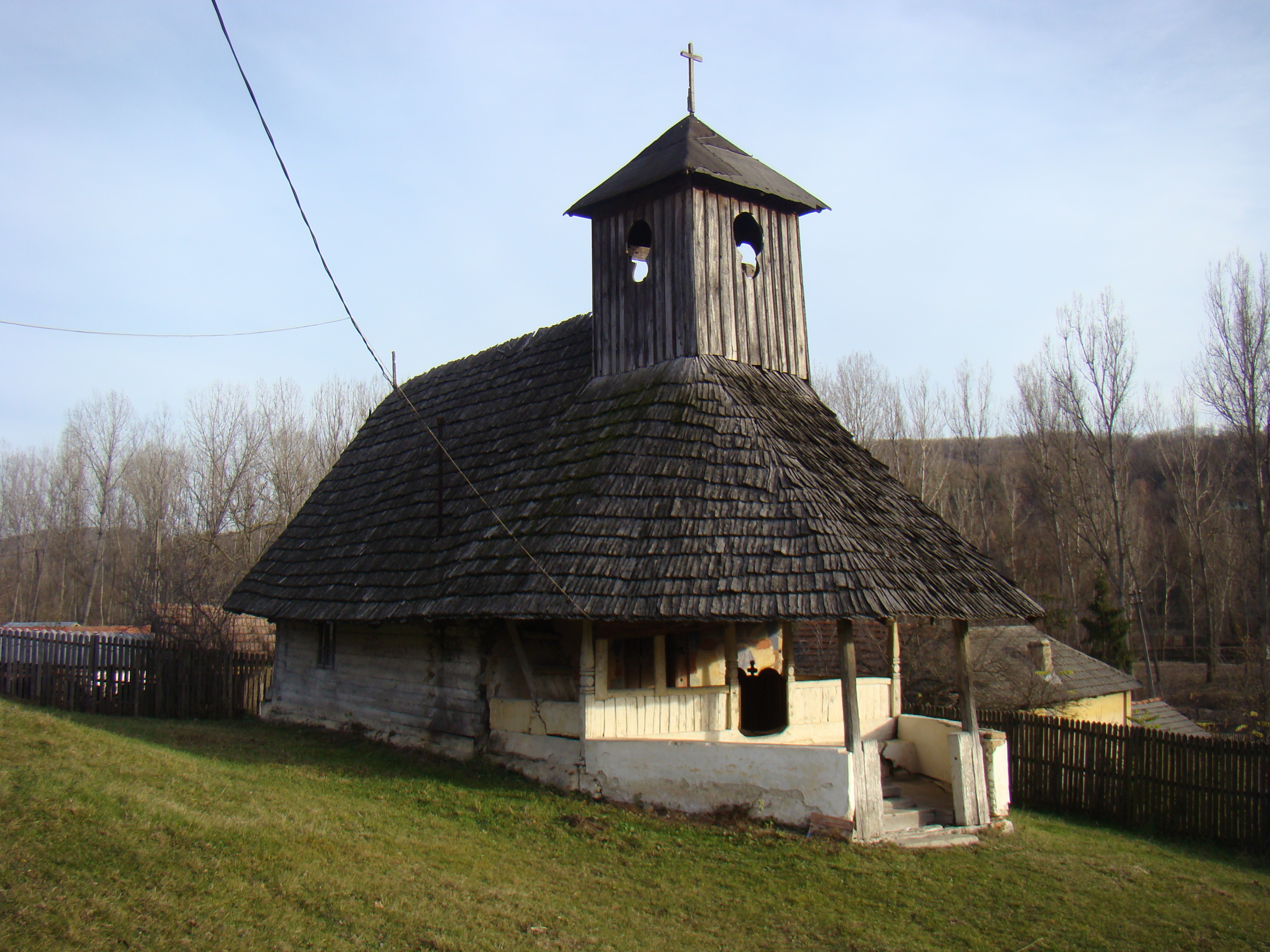

Стенешть, Стенешті (рум. Stănești) — село у повіті Вилча в Румунії. Входить до складу комуни Стенешть.
Село розташоване на відстані 168 км на захід від Бухареста, 41 км на південний захід від Римніку-Вилчі, 57 км на північ від Крайови.

## Населення
За даними перепису населення 2002 року у селі проживали 194 особи, усі — румуни. Усі жителі села рідною мовою назвали румунську.